# Ебі (США)
Ебі — село в окрузі Батлер, Небраска, США. За даними перепису 2020 року населення становило 65 осіб.

## Історія
У книзі «Історія округу Батлер Небраска» сказано, що першими поселенцями в цьому районі були «янкі». Коли янкі виїхали, німці приїхали. Пізніше вони теж пішли, щоб знайти більш рівну землю. Чеські іммігранти спочатку поїхали в Лінвуд, потім в Ебі. Обоз із 13 сімей прибув до Небраски зі Спілвілла, штат Айова, у липні 1869 року. Ебі було нанесено на карту у 1877 році. Чехи організували свої читальні та драматичні клуби незабаром після прибуття, і багато людей похилого віку все ще розмовляють чеською.
Заявник на поштове відділення, Чарльз «Янкі» Стівенс, успішно подав петицію, щоб поштове відділення було названо на честь його дружини Ебігейл Стівенс.
Стівенс був листоношою Ебі з 1878 по 1888 рік. Сільську безкоштовну доставку було впроваджено в Ебі в 1905 році з Джоном О. Хасіком як перевізником. Т.Б. Семрад змінив Хасіка 1 квітня 1940 року. Він перевозив пошту цим маршрутом до 15 липня 1945 року, коли його було об’єднано з маршрутом Лінвуд.
Перша залізниця Чикаго Північно-Західна була побудована в Ейбі в 1887 році, тоді старе поселення було перенесено на південь на три чверті милі до нинішнього місця, щоб бути ближче до залізниці. Нове село було закладено компанією Western Townsite Co. у липні 1887 року. Католицький цвинтар стоїть на місці, де було започатковано Ебі. Залізниця почала бум у цьому районі, який не закінчився до 1928 року, хоча було кілька періодів важких часів.
Роки буму тривали до 1928 року. У цей час Ейбі виріс і став досить діловим містом. Було два склади загального користування, м'ясний ринок, залізно-технічний цех, два елеватори, два лісозаготівельні склади, дві ковальні, ліврейна стайня та сушильна служба. Пізніше тут були два гаражі, автотранспортна фірма, маслоналивне агентство, дві таверни, перукарня та салон краси.
Банк був побудований в 1904 році.
Першу школу було побудовано в 1877 році, але її замінили більшою будівлею в 1905 році. З тих пір школа Ейбі закрилася, і тепер у ній розташоване невелике міське кафе Abie's Place, де подають чеські страви та випічку.
У 1905 році також була зареєстрована мельнична компанія Abie. Вони виготовляли пшеничне та житнє борошно White Lily та Pride of Nebraska. Борошно Abie було відоме своїм високим стандартом якості та використанням виключно в цьому регіоні. Борошно також продавали в Омахі, Фрімонті, Шайлері, Хауеллсі, Празі та інших навколишніх містах і селищах.
Міська ратуша була побудована в 1912 році.
Парафіяльна зала збудована у 1923 році.
Ted Sokol Hall був побудований в 1924 році.
Церква збудована у 1918 році.
Організація «Ted Sokol» була заснована приблизно в 1921 році. Це гурток, який навчає молодь гімнастиці та чеським танцям.
Аудиторія «Sokol» була освячена в червні 1923 року. Вона служила громадським центром до закриття в 2017 році. Будівля все ще стоїть, але більше не функціонує.
Незважаючи на кілька пожеж і повеней у минулому. Ебі зберіг велику кількість своїх історичних споруд. У 1980 році їх дослідило Історичне товариство штату Небраска. Незважаючи на втрату залізниці в 1962 році, місцевий елеватор і кілька підприємств Ебі продовжують працювати.

## Географія
Ебі розташовано по координатах 41°20′5″ пн. ш. 96°56′59″ зх. д. / 41.33472° пн. ш. 96.94972° зх. д. (41.334744, -96.949657).
Згідно Бюро перепису населення США, село має загальну площу у 0,11 квадратної милі (0,28 км2), без жодної водної поверхні.

## Демографія

### Переписи

#### 2010
Згідно перепису 2010 року тут проживало 69 людей у 19 сім'ях, мало місце 34 домогосподарства. Густота населення складала 627,3 особи на квадратну милю (242,2/км2). Було 47 житлових одиниць із середньою щільністю у 427,3 на квадратну милю (165,0/км2). Расовий склад села становив 100,0% білих.

Було 34 домогосподарства, з яких 23,5% мали дітей віком до 18 років, у 47,1% проживали подружжя, у 5,9% - матері-одиначки, у 2,9% - татусі-одинаки, а у 44,1% - не мали родинних відносин. 32,4% усіх домогосподарств складалися з поодиноких осіб, а в 20,5% жили самотні особи віком 65 років і старше. Усередний розмір домогосподарства становив 2,03 особи, а сім’ї – 2,53 особи.
Середній вік у селі становив 49,1 року. віком до 18 років було 15,9% жителів; 5,8% були у віці від 18 до 24 років; 15,9% — від 25 до 44 років; 40,5% — від 45 до 64 років; і 21,7% були у віці 65 років і старше. Статевий склад села становив 44,9% чоловіків і 55,1% жінок.

#### 2000
Згідно перепису 2000 року тут проживало 108 людей у 27 сім'ях, мало місце 40 домогосподарства. Густота населення складала 984.6 людини на квадратну милю (379.1/km2). Було 46 житлових одиниць із середньою щільністю у 419,4 на квадратну милю (161,9/км2) (161.5/km2). Расовий склад села становив 100,0% білих. Іспаномовні або латиноамериканці будь-якої раси становили 5,56% населення.
Було 40 домогосподарства, з яких 42,5% мали дітей віком до 18 років, у 57,5% проживали подружжя, у 10% - матері-одиначки, у 32,5% - не мали родинних відносин. 27,5% усіх домогосподарств складалися з поодиноких осіб, а в 17,5% жили самотні особи віком 65 років і старше. Усередний розмір домогосподарства становив 2,70 особи, а сім’ї – 3,37 особи.
Населення в селі було розпорошене: до 18 років було 33,3 %, від 18 до 24 років — 7,4 %, від 25 до 44 — 30,6 %, від 45 до 64 — 13,0 %, до 65 років — 15,7 %. старше. Середній вік становив 34 роки. На кожні 100 жінок припадало 96,4 чоловіка. На кожні 100 жінок віком від 18 років припадало 84,6 чоловіків.
Станом на 2000 рік середній дохід на сім'ю в селі становив 25 417 доларів, а середній дохід на сім'ю - 23 750 доларів. Чоловіки мали середній дохід 30 000 доларів проти 20 833 доларів для жінок. Дохід на душу населення для села становив 12 470 доларів США. За межею бідності проживало 14,7% сімей і 9,9% населення, у тому числі 8,9% осіб молодше вісімнадцяти років і 13,0% осіб старше 64 років.

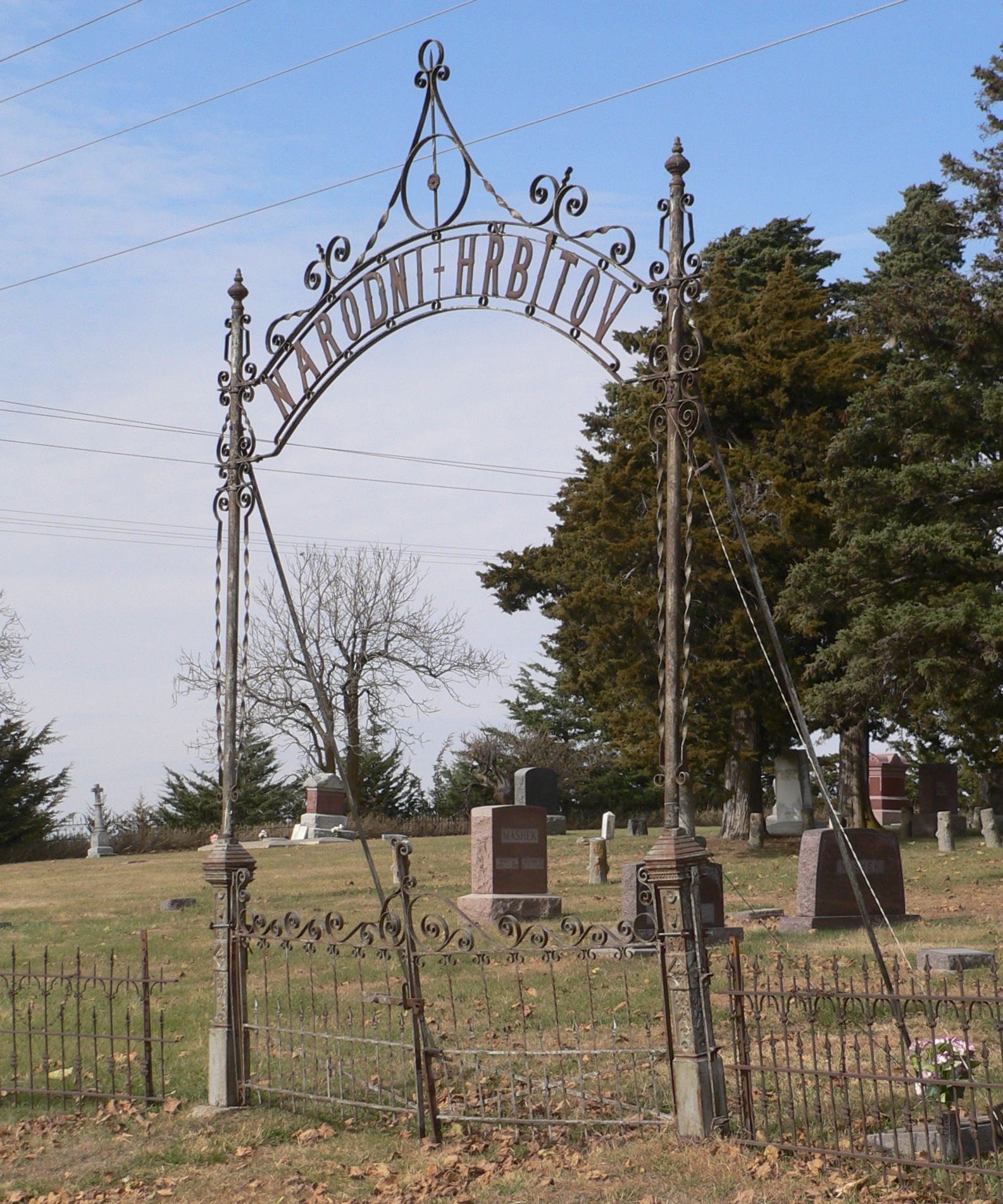
Ворота цвинтаря Abie з написом чеською "Національне кладовище"

## References
1. ↑  ArcGIS REST Services Directory. United States Census Bureau. Процитовано 18 вересня 2022.
2. 1 2  U.S. Census website. United States Census Bureau. Процитовано 31 січня 2008.
3. ↑  US Board on Geographic Names. United States Geological Survey. 25 жовтня 2007. Процитовано 31 січня 2008.
4. ↑  Chicago and North Western Railway Company (1908). A History of the Origin of the Place Names Connected with the Chicago & North Western and Chicago, St. Paul, Minneapolis & Omaha Railways. с. 35.
5. ↑  Fitzpatrick, Lillian L. (1960). Nebraska Place-Names. University of Nebraska Press. с. 28. ISBN 0803250606.
6. ↑  Abie, Butler County. Center for Advanced Land Management Information Technologies. University of Nebraska. Архів оригіналу за 4 липня 2014. Процитовано 31 липня 2014.
7. ↑  Федеральний письменницький проект[en] (1938). Origin of Nebraska place names. Lincoln, NE: Works Progress Administration. с. 5. {{cite book}}: Перевірте значення |author= (довідка)
8. ↑  US Gazetteer files: 2010, 2000, and 1990. United States Census Bureau. 12 лютого 2011. Процитовано 23 квітня 2011.
9. ↑  US Gazetteer files 2010. United States Census Bureau. Архів оригіналу за 2 липня 2012. Процитовано 24 червня 2012.
10. ↑  Census of Population and Housing. Census.gov. Процитовано 4 червня 2015.
11. ↑  U.S. Census website. United States Census Bureau. Процитовано 24 червня 2012.